# Sega Model 3 Step 2.0
Sega Model 3 Step 2.0 es una placa de arcade creada por Sega destinada a los salones arcade.

## Descripción
El Sega Model 3 Step 2.0 fue lanzada por Sega en 1997 y es la segunda revisión de las Model 3.
Posee un procesador PowerPC 603ev de 32 bits RISC @ 166 MHz. y tiene un procesador de sonido 68EC000 corriendo a 11.3 MHz. Al igual que la última revisión de la Model 2, de forma opcional, puede tener además una tarjeta de sonido, la cual tiene dos variantes (son las mismas que posee la Sega Model 2C-CRX).
En esta placa funcionaron 9 títulos.

## Especificaciones técnicas

### Procesador
- PowerPC 603ev de 32 bits RISC @ 166 MHz.

### Audio
- 68EC000 corriendo a 11.3 MHz.

Chips de Sonido:
- - Yamaha SCSP/YMF-292F/"LAKE" FH1 128-step DSP x 2, MIDI interface, 16 bits 64 voices 4 channel, maximum of 16.5 Mbytes ROM, 64 PCM channels
  - Audio RAM: 1 Mb (8 megabits, 512K por chip SCSP)

### Tarjeta de sonido opcional
Configuración 1
- Hardware : DSB1
- CPU: Z80
- Sound Chip : NEC uD65654GF102

Configuración 2
- Hardware : DSB2
- CPU: 68000
- Sound Chip: NEC uD65654GF102

Nota: Ambas configuraciones pueden reproducir música en estéreo o mono, y pueden transmitir música desde los canales izquierdo y derecho por separado.

### Video
- 2 x Lockheed Martin Real3D/PRO-1000  
  - Memoria Ram: 8 Mb corriendo a 66 MHz.
  - Memoria Rom: 64 Mb como máximo, backup RAM de 64 Kb
  - Resolución: 496x384
  - Geometría:  Al menos 1,000,100 polígonos/s (cuadrados), 2,000,200 polígonos/s (triangulares)
  - Rendering: Al menos 60,000,000 pixeles/s
  - Video: Full Color Texture Mapping, Tri-Linear Interpolation, Micro Texture, Shading High-Specula Gouraud Shading , Fix Shading, Flat Shading, Texture & Edge Multi Layered Anti-Allasing, Lighting Effects, Parallel Light, 4 Spot Light, Pin Spot Light, Special Effect Zoning-Fog, 32 Levels of Translucency.

## Lista de videojuegos
- Fighting Vipers 2
- Harley Davidson & L.A. Riders
- Sega Rally 2
- Ski Champ
- Virtua Striker 2
- Virtua Striker 2 Version '98
- Virtua Striker 2 Version '99
- Virtua Striker 2 Version '99.1
- Virtual On Oratorio Tangram / Cyber Troopers Virtual On Oratorio Tangram